# Adam Krajewski (szermierz)
Adam Krajewski (ur. 4 października 1929 we Lwowie, zm. 25 października 2000 we Wrocławiu) – szermierz, olimpijczyk z Helsinek 1952. Zawodnik Gwardii Wrocław.
Szpadzista, drużynowy wicemistrz Polski z 1952 roku oraz brązowy medalista w turnieju indywidualnym w tym samym roku.
Na igrzyskach olimpijskich w 1952 r. startował zarówno w turnieju indywidualnym, jak i drużynowym, jednak bez powodzenia. W obu turniejach odpadł w eliminacjach.